# Melocactus perezassoi
Melocactus perezassoi ist eine Pflanzenart aus der Gattung Melocactus in der Familie der Kakteengewächse (Cactaceae). Das Artepitheton perezassoi ehrt A. Pérez Asso, der die Art entdeckte.

## Beschreibung
Melocactus perezassoi wächst mit gelegentlich sprossenden, hellgrünen bis gelblich grünen, nahezu kugelförmigen bis eiförmigen Trieben, die bei Durchmessern von 10 bis 15 Zentimetern Wuchshöhen von 11 bis 16 Zentimeter erreichen. Es sind zwölf bis 13 senkrechte, scharfkantige Rippen vorhanden. Die schlanken Dornen sind gelb bis honigfarben bis braun. Die drei bis vier ausgebreiteten, geraden oder aufwärts gebogenen Mitteldornen sind 2 bis 3 Zentimeter lang. Die 0,5 bis 2,5 Zentimeter langen 14 bis 19 Randdornen sind leicht aufwärts gebogen. Das aus dichter Wolle und lachsfarbenen bis orangeroten Borsten bestehende Cephalium wird 4 bis 9 Zentimeter hoch und weist Durchmesser von 6 bis 8 Zentimeter auf.
Die hell rosafarbenen Blüten sind 2,3 bis 2,8 Zentimeter lang und weisen Durchmesser von 0,7 bis 1 Zentimeter auf. Sie ragen nur 6 bis 8 Millimeter aus dem Cephalium heraus. Die keulenförmigen, hell rosafarbenen bis weißen Früchte sind 2,3 bis 2,8 Zentimeter lang und erreichen einen Durchmesser von 6 bis 8 Millimeter.

## Verbreitung und Systematik
Melocactus perezassoi ist auf Kuba verbreitet.
Die Erstbeschreibung erfolgte 1993 durch L. Alberto E. Areces-Mallea. Ein nomenklatorisches Synonym ist Melocactus harlowii subsp. perezassoi (Areces) Guiggi (2006).

## Nachweise